# Benson Mhlongo
Benson Mhongo (Alexandra, 9 novembre 1980) è un ex calciatore sudafricano, di ruolo difensore.